# Utenzi wa Mwana Kupona
Mwana Kupona binti Msham (nata sull'isola di Pate, oggi appartenente al Kenya, e morta nel 1865) fu una poetessa africana del XVIII secolo, autrice del poema tramandato col titolo Utenzi wa Mwana Kupona ("il poema di Mwana Kupona", circa 1858), che è fra le opere più importanti e studiate della tradizione epica e poetica in lingua swahili.
Di Mwana Kupona si hanno informazioni biografiche solo parziali. Suo nipote Muhammed bin Abdalla  riporta che Mwana Kupona nacque a Pate, e che fu l'ultima moglie dello sceicco Bwana Mataka, signore di Liu, dal quale ebbe due figli. Bwana Mataka morì nel 1856. Due anni dopo, Mwana Kupona scrisse la sua celebre opera Utendi wa Mwana Kupona per la figlia quattordicenne,  Mwana Heshima. Mwana Kupona morì intorno al 1865 di emorragia.

## Utendi wa Mwana Kupona
Datato circa 1858, (1275 del calendario islamico), il poema contiene gli insegnamenti e i consigli di Mwana Kupona alla figlia, a proposito dei doveri della vita coniugale. Pur contendendo preziose indicazioni sul ruolo della donna e sulla struttura della famiglia tradizionale swahili, l'opera ha un carattere prevalentemente religioso e mistico, e nella sua struttura poetica viene talvolta paragonato al Libro dei Proverbi. Alcuni versi dell'opera sono dedicati alla presentazione dell'autrice e all'annotazione della data di composizione:
| Swahili: | Traduzione: |
| Mwenye kutunga nudhumu Ni gharibu mwenye hamu Na ubora wa ithimu Rabbi tamghufiria Ina lake mufahamu Ni mtaraji karimu Mwana Kupona Mshamu Pate alikozaliwa Tarikhiye kwa yakini Ni alifu wa miyateni Hamsa wa sabini | L'autrice di quest'opera è una affranta vedova e questo è il suo peggiore peccato Il Signore la perdonerà Il suo nome sia celebre: lei è Mwana Kupona Mshamu nata a Pate. La data del poema è 1275. |

## Riferimenti della cultura
- Lo scrittore keniota Kitula King'ei, direttore del dipartimento di swahili all'università di Nairobi, ha pubblicato nel 2000 il libro per ragazzi Mwana Kupona: Poetess from Lamu, basato sull'opera di Mwana Kupona.